# Kanton Boixe-et-Manslois
Boixe-et-Manslois  is een kanton van het Franse departement Charente. Het kanton maakt deel uit van de arrondissementen Confolens (22) en Angoulême (15)

In 2019 telde het 17.531 inwoners.

Het kanton werd gevormd ingevolge het decreet van 20 februari 2014 met uitwerking op 22 maart 2015, met Vars als hoofdplaats.

## Gemeenten
Het kanton omvatte bij zijn vorming 41 gemeenten uit de opgeheven kantons Mansle en Saint-Amant-de-Boixe.

### Gemeentefusies
Op 1 januari 2017 werden de gemeenten Aunac, Bayers en Chenommet samengevoegd tot de fusiegemeente (commune nouvelle) Aunac-sur-Charente.
Op 1 januari 2018 werden de gemeenten Saint-Angeau,  Sainte-Colombe en Saint-Amant-de-Bonnieure samengevoegd tot de commune nouvelle Val-de-Bonnieure en werden de gemeenten Fontclaireau en Mansle samengevoegd tot de commune nouvelle Mansle-les-Fontaines.
Op 1 januari 2025 werden de gemeenten Montignac-Charente en Vars samengevoegd tot de commune nouvelle La Boixe.

### Huidige gemeenten
Sindsdien omvat het kanton volgende gemeenten: 
- Ambérac
- Anais
- Aunac-sur-Charente
- Aussac-Vadalle
- La Boixe
- Cellefrouin
- Cellettes
- La Chapelle
- Chenon
- Coulonges
- Fontenille
- Juillé
- Lichères
- Lonnes
- Luxé
- Maine-de-Boixe
- Mansle-les-Fontaines
- Mouton
- Moutonneau
- Nanclars
- Puyréaux
- Saint-Amant-de-Boixe
- Saint-Ciers-sur-Bonnieure
- Saint-Front
- Saint-Groux
- La Tâche
- Tourriers
- Val-de-Bonnieure.
- Valence
- Ventouse
- Vervant
- Villejoubert
- Villognon
- Vouharte
- Xambes